# Okres Prešov
Okres Prešov je jedním z okresů Slovenska. Leží v Prešovském kraji, v jeho jižní části. Na severu hraničí s okresem Svidník, Bardejov a Sabinov, na východě s okresem Vranov nad Topľou, na západě s okresem Levoča a na jihu s okresem Košice okolí v Košickém kraji.